# Niccolò Branca
Niccolò Branca (1957) è un imprenditore, umanista e scrittore italiano.
Dal 1999 è presidente e amministratore delegato della Holding del Gruppo Branca International S.p.A.

### Formazione e carriera
Umanista e scrittore, nei primi anni Novanta completa la propria formazione con studi nell'ambito della psicologia umanistica, portando a termine il Corso in Psicosintesi con Giorgio Fresia, 
allievo diretto di Roberto Assagioli, il fondatore della disciplina. È stato allievo della psichiatra balinese Luh Ketut Suryani, che gli ha trasmesso e insegnato il suo metodo di meditazione. Nel 1995 espleta il Master in psicoterapia al Centro di Terapia Strategica di Arezzo diretto da Giorgio Nardone. A partire da quegli stessi anni, 
il Centro Studi Krishnamurti di Milano guidato da Giovanni Turchi diventa per lui un riferimento costante.  Tra le molte attività è stato anche uno dei fondatori di Fidia Partecipazioni  società finanziaria divenuta poi Banca Ifigest  di cui è stato Presidente.
Attualmente ricopre la carica di presidente del Consiglio di Amministrazione per la New Investment Company S.p.A, società finanziaria e di M&A. È membro del Comitato Investimenti di Epic ed è socio di MainStreet Partners, società di investimento basata a Londra e leader in Europa nel campo degli investimenti sostenibili.
È consigliere di Federvini e fa parte del Consiglio Direttivo di Centromarca e di UPA.

### Ricerche olistiche
È stato vicedirettore del magazine di ricerche olistiche “Cyber – Stati della coscienza” e presidente di Kosmos Ethos, associazione di ricerche per un'epistemologia del sapere, nonché direttore della collana “Saggezza scienza e tecnica” della casa editrice Nardini di Firenze.

## Opere

### Pubblicazioni come autore
- Niccolò Branca, Sumatra, l'avventura sulle acque che corrono, 1985, Fabbri Editore
- Niccolò Branca, Per fare un manager ci vuole un fiore, 2013, Mondadori
- Niccolò Branca, Ritorno al cuore, 2017, Trigono Edizioni
- Niccolò Branca, Economia della Consapevolezza, 2019, Edizioni Marcos y Marcos
- Niccolò Branca, Per fare un manager ci vuole un fiore, 2020, Edizioni Marcos y Marcos

### Pubblicazioni come coautore/curatore
- Kosmos Ethos. Abitare eticamente la terra, 1994, Nardini editore
- Economia, etica, saggezza, 1995, Nardini editore
- Non violenza e giustizia nei testi sacri delle religioni orientali, in “Atti del Convegno della Facoltà di Lettere dell'Università di Pisa, 24-26 maggio 1995”, Giardini Editori
- Abitare dal corpo al cosmo, 1996, Nardini editore
- Scienza, complessità, religione, 1997, Nardini editore
- Ervin Laszlo, Marco Roveda, AA. VV. – La Felicità nel Cambiamento – La forza dei sogni, l'attenzione verso la realtà, 2011
- Vista sul futuro 2013, Franco Angeli
- AA.VV., Dire Fare – Pensieri e azioni per l'Italia, 2017, Roi Edizioni
- Decidere, coinvolgere, innovare: idee per l'eccellenza, 2012 Newton Spa Gruppo Sole24ORE
- Economia e storia. Rivista italiana di storia economica e sociale – Un mondo materiale per esseri spirituali, 2018 Verona, CISPE IPAM

## Riconoscimenti
- Nel luglio 2020 ha ricevuto il San Marino Green Awards, per la categoria "Etica Sociale";
- Nel dicembre 2019 Forbes e Business International gli hanno conferito il CEO Italian Award 2019, per la categoria Food & Wine;
- Nel luglio 2019 ha ricevuto un riconoscimento dalla UADE (Universidad Argentina de la Empresa) per gli eccezionali trascorsi nella gestione aziendale e l'impegno per l'istruzione;
- Nel 2016 è stato nominato Cavaliere Ufficiale dell'ordine di Sant'Agata della Repubblica di San Marino;
- Nel 2016 gli viene conferito il Premio Internazionale “Il leader consapevole” da parte della Repubblica di San Marino;
- Insignito nel 2016 del Premio “Crescita & Sostenibilità”, menzione speciale, Premio eccellenze d'impresa;
- Nel 2016 è stato insignito del Premio Capitani dell'anno – Lombardia;
- A dicembre 2013 gli è stato riconosciuto il premio “Di Padre in Figlio” – il gusto di fare impresa “, per il miglior passaggio generazionale 2013 e la menzione speciale per la categoria “Performance Finanziaria;
- A dicembre 2011 ha ricevuto il Sigillo dell'Università degli Studi di Parma;
- A ottobre 2011 il Presidente della Repubblica Giorgio Napolitano gli ha conferito il titolo di Cavaliere del Lavoro;
- Nel luglio 2010 è stato premiato dal mensile Capital fra gli imprenditori Italiani che hanno fatto grande l'Italia ricevendo alla presenza del Presidente del Consiglio “Il libro d'oro dell'imprenditoria italiana”;
- Nel 2009 è fra i tre finalisti vincitori della 13ª edizione del Premio Ernst&Young, L'imprenditore dell'anno, Categoria Finance;
- Nel 2008 è fra i tre finalisti vincitori della 12ª edizione del Premio Ernst&Young, L'imprenditore dell'anno, Categoria Global;
- Insignito nel giugno 2007 del titolo di Professore Onorario presso la Universidad del Salvador di Buenos Aires, facoltà di Economia;
- Vincitore del Premio Risultati 2007 promosso da Bain&Company, Il Sole 24 Ore, Centrale dei bilanci e Università L. Bocconi di Milano.